# Gloriosa superba

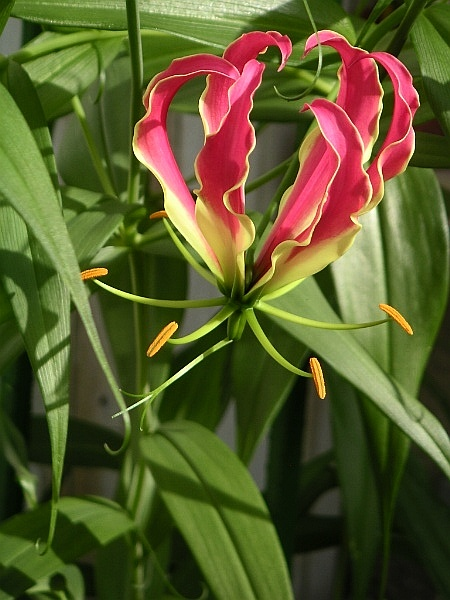
Flor

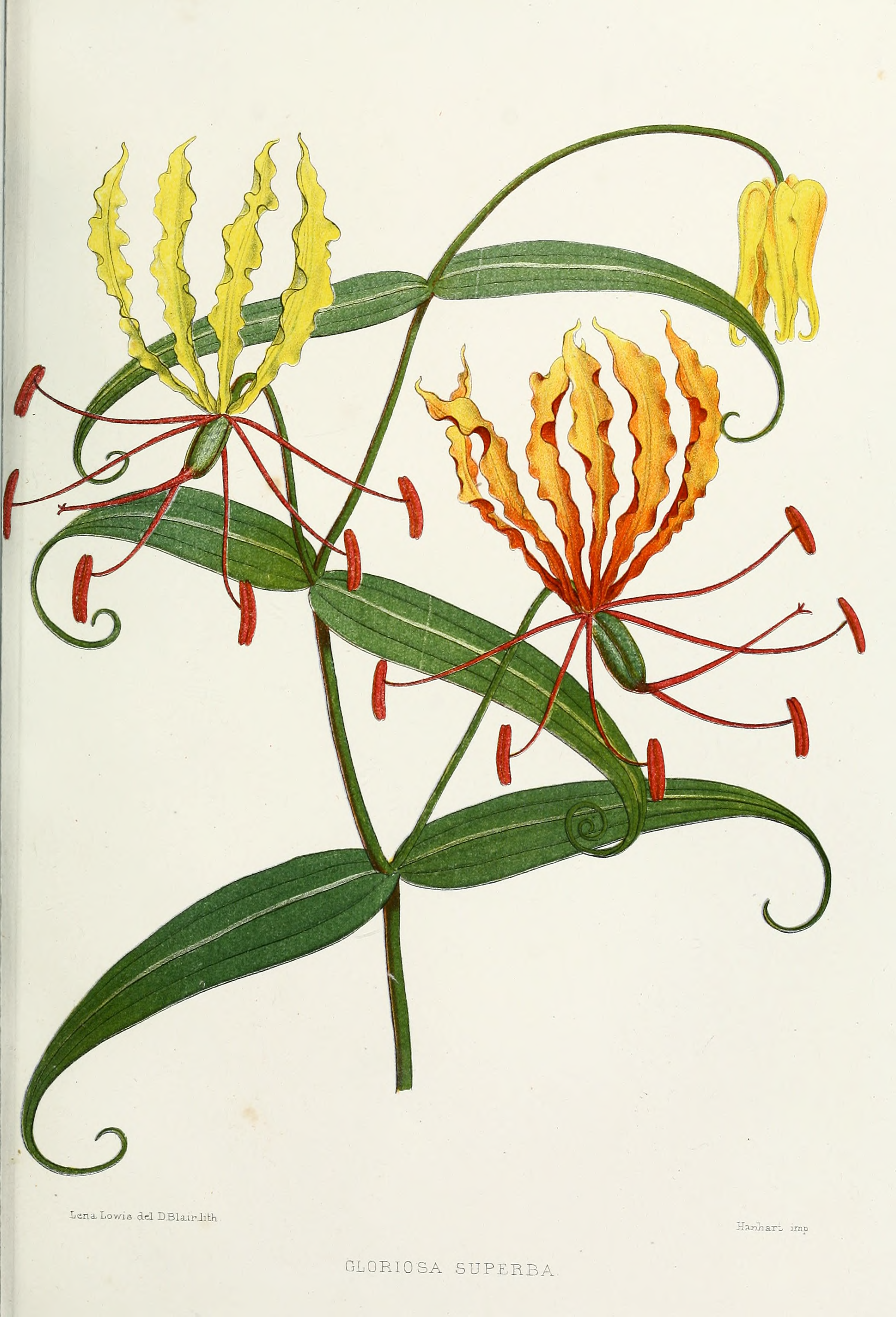
Il·lustració

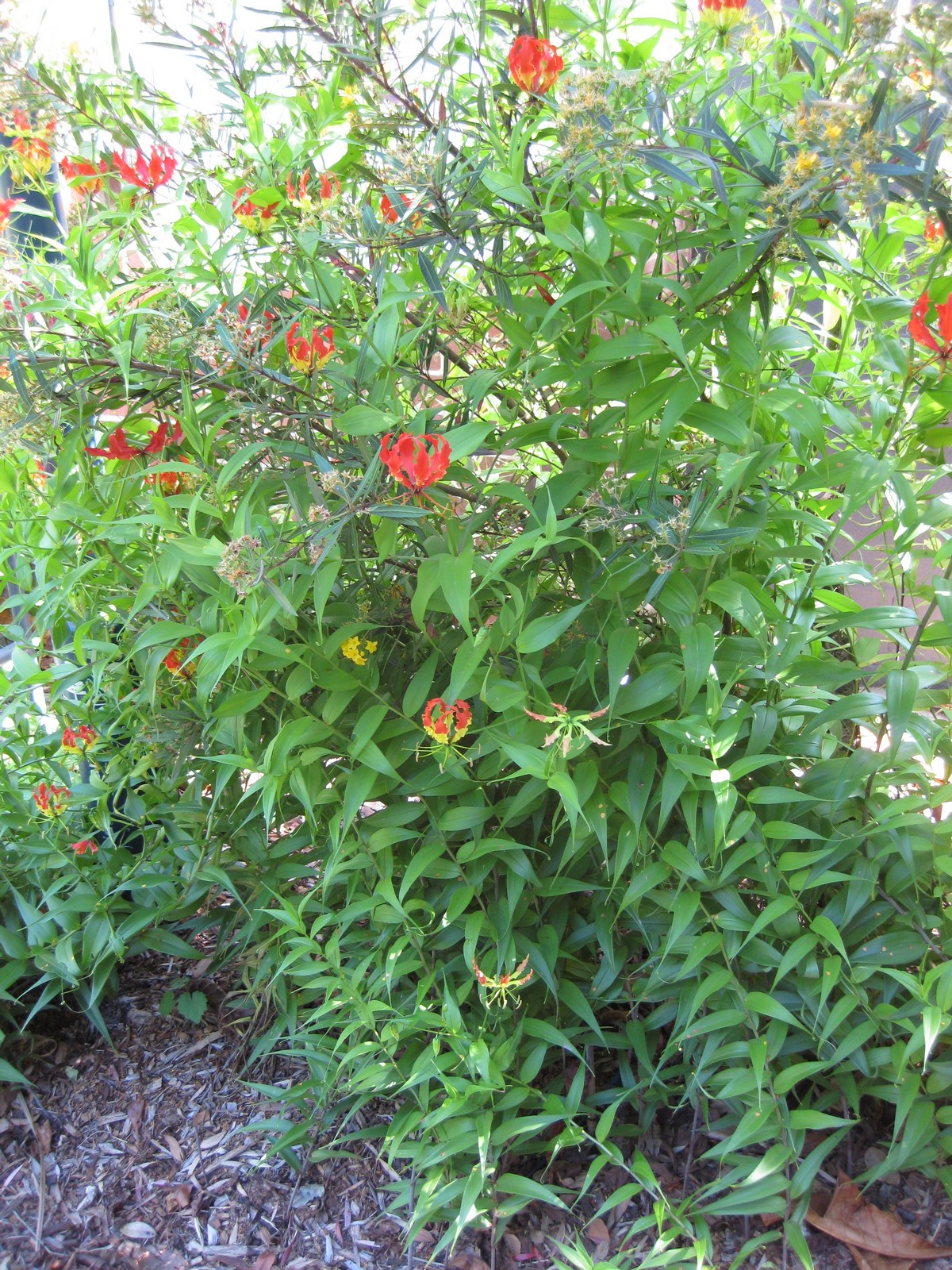
Vista de la planta

Gloriosa superba és una espècie de planta dins la família Colchicaceae. És una planta nativa d'Àfrica i Àsia però es cultiva arreu del món com planta ornamental. És medicinal, verinosa i una mala herba nociava.
A Espanya figura dins la llista de plantes de venda regulada.

## Descripció
És una planta herbàcia perenne que té un rizoma carnós. És enfiladissa amb circells i pot arribar a fer 4 m de llargada. Les seves flors són vistoses i amb sis tèpals de 5 a 7,6 cm de llargada i de color generalment vermell. El fruit és una càpsula carnosa de 6 a 12 cm de llargada.

## Toxicitat
És una planta amb un verí capaç de matar un home o un altre animal si s'ingereix. S'ha usat per a cometre assassinats o per suïcidar-se. Com altres plantes de la seva família té un alt contingut en colquicina,que és un alcaloide tòxic.

## Usos
S'ha usat en la medicina tradicional en moltes cultures per a tractar moltes malalties com són la gota, infertilitat, ferides obertes i d'altres. També se'n serveix per fer verí de sageta.
És la flor nacional de Zimbàbue.